# Palaeaspilates brunnescens
Palaeaspilates brunnescens là một loài bướm đêm trong họ Geometridae.